# Featuring
Featuring ist ein Ausdruck aus der Musikindustrie und bezeichnet einen nicht als Hauptinterpreten aktiven Künstler in einem Lied, einem Album oder einem Auftritt. Auch kann die Bezeichnung bei Comics vorkommen, wenn neben der Titelfigur eine weitere Figur in einer Ausgabe vorkommt.

## Begriff
Die beiden Künstlernamen (seien es Solo-Interpreten oder Bands) werden durch ein feat. oder ft. im Interpretennamen des jeweiligen Stückes miteinander assoziiert, wobei der Hauptinterpret als Erster steht. Dies lässt sich auch als „mit Unterstützung von“ übersetzen. Der Zweitgenannte ist der Gastinterpret.
Ein ähnlicher und bekannter Begriff in der Musik ist „versus“ (lat.: ‚gegen‘), meist wird mit vs. abgekürzt. Dieser Ausdruck wird häufig bei Remixes oder Neuarrangierungen eines DJs verwendet (v. a. Mashups). Auch ist bisweilen die aus dem Englischen stammende Bezeichnung duet with (dt.: ‚Duett mit‘) üblich. Außerdem wird die Formulierung present(s) bzw. introducing für einen bislang unbekannten Feature-Gast verwendet.

## Beispiele für Featurings
„feat.“Pussycat Dolls feat. Busta Rhymes – Don’t Cha
„duet with“Brandy duet with Monica – The Boy Is Mine
„present(s)“ bzw. „introducing“Timbaland presents OneRepublic – Apologize
„vs.“Swedish House Mafia vs. Tinie Tempah – Miami 2 Ibiza